# Herbert Morgenstern
Herbert Morgenstern (* 25. November 1913; † unbekannt) war ein deutscher Nachrichtentechniker, kommunistischer Widerstandskämpfer gegen den Nationalsozialismus, Häftling im KZ Buchenwald, Mitarbeiter im ZK der SED und Leiter im Post- und Fernmeldewesen der DDR.

## Leben
Morgenstern absolvierte nach dem Besuch der Volksschule eine Berufsausbildung zum Nachrichtentechniker. Er trat schon in frühester Jugend in den KJVD ein und engagierte sich gegen den aufkommenden Nationalsozialismus. Nach der Machtübertragung an die NSDAP betätigte er sich weiter illegal gegen das NS-System und wurde 1935 zu einer dreijährigen Zuchthausstrafe verurteilt. 1938 wurde er in das KZ Buchenwald eingeliefert und dem Elektrikerkommando zugeteilt. Auch hier setzte er seinen Widerstand fort. Zusammen mit anderen hörte er in der Telefonzentrale ausländische Nachrichtensender ab. Er schloss das Telefon an der Genickschussanlage an und konnte daher über die verübten Mordpraktiken berichten. Morgenstern gehörte zu den Häftlingen, die ihre Freiheitsliebe in künstlerischer Form ausdrückten und damit auch anderen Mut machten, indem sie z. B. Gedichte schrieben wie dieses:
Wenn dann der wilde Flieder blüht
Und unsere Sehnsucht mit leichten Schwingen
Im Land der Träume heimwärts zieht,
Dann spüren wir ein leises Klingen,
Wie wenn die Nacht dem Tag entflieht.
Der Frühling kommt wieder,
So war es schon immer,
So will es das Leben,
Der Mensch ändert's nimmer;
Das Weltenrad dreht sich,
Sein Drehen heißt Zeit,
So wird es auch bleiben
In Ewigkeit.
Morgenstern beteiligte sich an den militärischen Vorbereitungen einer Befreiungsaktion. Zur Vorbereitung eines Aufstands gegen die SS-Herrschaft war Aufklärung nötig über den Verlauf sämtlicher Kabel, Nachrichtenverbindungen und Alarmanlagen der SS zur Information an die IMO. Armin Walther berichtete später, dass er zusammen mit Morgenstern die Fernschreib- und Telefonzentrale technisch betreute, so dass es möglich war, fast alle Fernschreiben zu lesen und auch in die dechiffrierten Funksprüche Einblick zu nehmen.
Nach seiner Befreiung wurde er 1945 Mitglied der KPD, 1946 der SED. Er arbeitete als Mitarbeiter im ZK der SED und in verantwortlichen Funktionen im Post- und Fernmeldewesen der DDR. Er war Mitglied der Zentralleitung des Komitees der Antifaschistischen Widerstandskämpfer der DDR und Sekretär der Arbeitsgemeinschaft Buchenwald im Komitee.
Morgenstern lebte zuletzt in Berlin.

## Nachwirkungen
- Deutschlandradio Kultur erinnerte an Herbert Morgensterns Befreiung anlässlich einer Sendung um den 8. Mai 2005.[10]

## Auszeichnungen
Herbert Morgenstern erhielt in der DDR zahlreiche Auszeichnungen, darunter 1988 die Ehrenspange zum Vaterländischen Verdienstorden in Gold.